# Eric Söderlind
Eric Söderlind, född 30 maj 1906 i Skellefteå, död 5 januari 1956 i Härnösand, var en svensk borgmästare.

## Biografi
Söderlind, som var son till kyrkoherde Johan Söderlind och Valborg Maria Lindberg, avlade studentexamen i Uppsala 1924, blev juris kandidat vid Uppsala universitet 1930, genomförde tingstjänstgöring i Bollnäs 1930–1933, tjänstgjorde i Svea hovrätt från 1933, blev extra fiskal där 1934, var sekreterare i Norra Hälsinglands domsaga 1935–1937, assessor vid Härnösands rådhusrätt 1939, förste rådman där 1943, civilrådman 1948 och blev borgmästare i Härnösands stad 1952 (t.f. 1950). Söderlind är begravd på Härnösands nya kyrkogård.